# 丸池 (湧水町)
丸池（まるいけ）は、鹿児島県姶良郡湧水町木場にある湧水を堰き止めた池である。
1985年（昭和60年）霧島山麓丸池湧水として、名水百選に選定されている。また近くには、近代化産業遺産に認定されている丸池湧水煉瓦暗渠が存在する。

## 概要

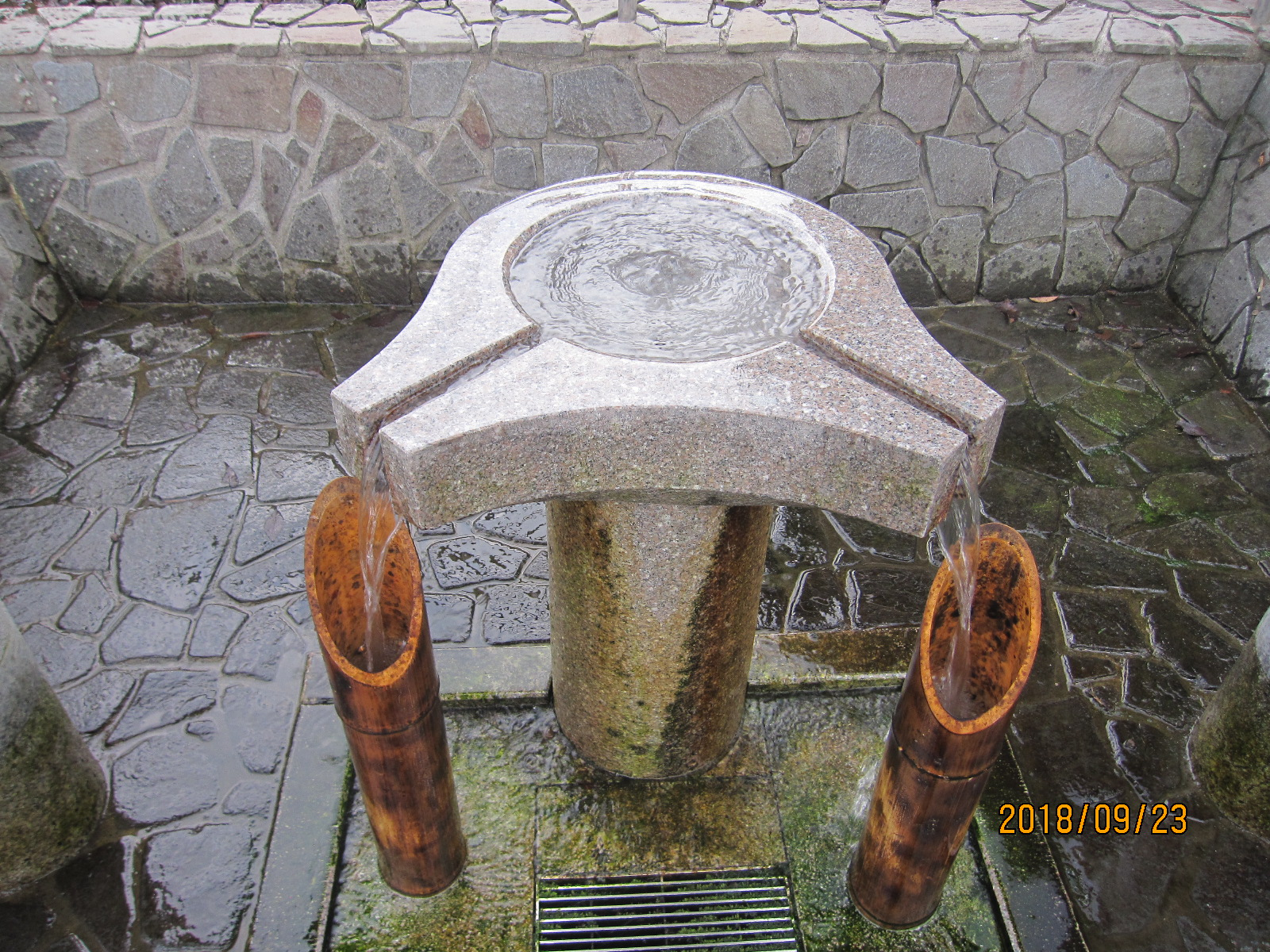
丸池湧水の水汲み場。

霧島連山栗野岳の標高600m付近に降った雨が浸透し、滞留時間35年をかけ59,000t/日が湧水している。
1922年（大正11年）に国から払い下げを受け堤防を整備し、1963年（昭和38年）から町の水道源となり、生活用水や灌漑に使用されている。

## 筒羽野の疏水
同じ霧島山麓の湧水として湧水町川添地区の中心に湧水している「竹中池」には約93,000/日が湧水しており、疏水百選に選定されている「筒羽野の疏水」の水源として90haの灌漑を担っている。

## アクセス
- 肥薩線栗野駅下車、徒歩1分
- 九州自動車道栗野IC5分